# Genelipsis
Genelipsis (palabra fusionada entre Génesis y Apocalipsis) es el segundo álbum del artista Almighty lanzado el 20 de enero de 2022, día de cumpleaños del intérprete, por el sello Primo Boyz Music. Cuenta con la participación de Jon Z, Alex Zurdo, Manny Montes, Redimi2, Funky, entre otros. El álbum sería la primera producción discográfica de Almighty con contenido cristiano, luego de su conversión al cristianismo en 2019.
El rapero anunció este disco desde 2019, pero luego de varias decisiones, se aplazó su salida durante tres años, anunciando el álbum en diferentes años y fechas tentativas de salida. Al inicio del año 2022, por fin se anunció que el álbum llegaría a las plataformas digitales el día 20 de enero del mismo año, y que contaría con 32 canciones.

## Promoción y lanzamiento
Luego de que se diera a conocer la noticia de que Almighty se enfilaba en el cristianismo, su música comenzó a dar un cambio en el contenido escritural de cada canción. Las primeras canciones con este nuevo mensaje comenzaron a llegar en 2019, siendo estas «Hambre» y «Cristo conmigo», y así, fue poco a poco dando a conocer su proyecto titulado Genelipsis.
En medio de la promoción de este álbum, también lanzó su último y único trabajo discográfico oficial, La Bestia, donde explicó que debía hacerlo por contratos ya firmados, pero que al culminar, seguiría con este nuevo proyecto. En ese tiempo, el rapero también tuvo una recaída en su salud, a su vez, que dudó de la decisión de permanecer en la música sacra, creando polémica al retar a Bad Bunny y Myke Towers a una guerra lirical. Luego de su recuperación, Almighty estaría un tiempo alejado de las redes sociales. En ese tiempo también, el rapero Redimi2 buscó un acercamiento con el artista para incentivarlo a continuar con el nuevo camino que había decidido.
Comenzando el año 2022, se dio a conocer una canción titulada «Chikopokopo», y se anunció oficialmente que la producción musical ya estaba terminada y se publicaría el día de cumpleaños del artista, 20 de enero.

## Lista de canciones
| N.º | Título                                      | Productores                           |
| --- | ------------------------------------------- | ------------------------------------- |
| 01  | «Dios Es Primero (feat. Redimi2)»           | Subelo NEO, Edup & Lico               |
| 02  | «Justo Juez (feat. Alex Zurdo)»             | Edup, Onell Diaz & Lico               |
| 03  | «Chikopokopo»                               | Edup, Lico & Yanyo "The Secret Panda" |
| 04  | «Trabajar Pal Cielo»                        | Edup, Lico & Los De La Fórmula        |
| 05  | «Sacrificio»                                | Edup, Onell Diaz & Lico               |
| 06  | «No Me Arrodillo (feat. Manny Montes)»      | Edup, Keko Music & Lico               |
| 07  | «Idónea (feat. Jay Kalyl)»                  | Cardec Drums, Edup & Lico             |
| 08  | «Tire La Piedra»                            | Edup, Aneudy & Lico                   |
| 09  | «Espíritu Santo»                            | Edup, Onell Diaz & Lico               |
| 10  | «Lázaro (feat. Indiomar)»                   | Edup, Lico & J Batyxta                |
| 11  | «Sálvame»                                   | Edup, Onell Diaz & Lico               |
| 12  | «Yiye Ávila»                                | Kryzous, Edup & Lico                  |
| 13  | «Lampara (feat. Agusto Rivera & VJ Prince)» | Edup, Lico & Varon Omy                |
| 14  | «Me Quieren Matar»                          | Edup, Keko Music & Lico               |
| 15  | «El Siervo»                                 | Musicólogo & Menes, Edup & Lico       |
| 16  | «Corona»                                    | Arkey-O & Edup                        |
| 17  | «Tu Amor (feat. Nimsy López)»               | Edup, Onell Diaz & Lico               |
| 18  | «María»                                     | Azziz & Edup                          |
| 19  | «Hambre»                                    | Arkey-O & Alez "El Ecuatoriano"       |
| 20  | «Cristo Conmigo»                            | Marvin Zurrenda                       |
| 21  | «Al Cielo Fue»                              | Almighty, Edup, Onell Diaz & Lico     |
| 22  | «La Salvación»                              | Edup, Yondoe & Keko Music             |
| 23  | «Fiesta»                                    | Edup, Yondoe & Onell Diaz             |
| 24  | «Bruto (feat. Natan El Profeta)»            | Arkey-O & Edup                        |
| 25  | «La Sangre de Cristo»                       | Arkey-O & Edup                        |
| 26  | «Sentencia (feat. Saelo)»                   | Edup & Saelo                          |
| 27  | «Todo Lo Mejoras (feat. Funky)»             | Edup & Onell Diaz                     |
| 28  | «Secretos»                                  | Edup & Yondoe                         |
| 29  | «Rapto»                                     | Musicólogo & Menes, Edup & Yondoe     |
| 30  | «Velo»                                      | Ladkani, Edup & Yondoe                |
| 31  | «Entre El Bien y El Mal (feat. Drizmali)»   | Edup & Mikey Tone                     |
| 32  | «Póngase Serio (feat. Jon Z)»               | Keko Music                            |

## Videos musicales
| Fecha de Lanzamiento | Título            | Invitado     |
| -------------------- | ----------------- | ------------ |
| 20 de enero de 2022  | «Dios Es Primero» | Redimi2      |
| 27 de mayo de 2022   | «No Me Arrodillo» | Manny Montes |

## Controversias
Durante todo este tiempo de espera del álbum de Almighty, han sido muchas las especulaciones de las colaboraciones que el artista tendría para este proyecto, ya que durante este tiempo, Almighty colaboraría con artistas seculares y cristianos, dando a entender que sería un disco mixto en contenido, sin embargo, cuando se lanzó La bestia, se dividió el material que el artista ya había grabado antes de cambiar el contenido explícito de sus letras, y se dejaría para Genelipsis las nuevas composiciones con mensajes cristianos.
Asimismo, muchas de sus canciones se fueron filtrando al internet de manera gradual, siendo tomadas de transmisiones en vivo del artista por medio de sus redes sociales, por lo cual, sus colaboraciones se fueron conociendo de antemano, pero no todas llegarían a formar parte de las 32 canciones que al final elegirían para este álbum.
Luego del lanzamiento del álbum, Edup informó en sus redes sociales que la canción «Gozo», que se había grabado con Arcángel no apareció en el álbum porque no se contó con la aprobación del artista, sin embargo, dio a entender que se debe a que no hubo una respuesta afirmativa o de negación, sino que Arcángel no les ha respondido aún. Almighty dijo al respecto que se lanzará la canción como regalo cuando sea el momento adecuado.